# 第七十一号艦
| クレーンで進水する第71号艦 |                                                |
| 艦歴                       |                                                |
| 計画                       | 1937年度(③計画)                                |
| 起工                       | 1937年12月                                     |
| 進水                       | 1938年8月29日                                  |
| 就役                       | -                                              |
| その後                     | 1941年解体                                     |
| 除籍                       | -                                              |
| 性能諸元                   |                                                |
| 排水量                     | 基準：195トン 常備：213トン 水中：240トン      |
| 全長                       | 42.80m                                         |
| 全幅                       | 3.30m                                          |
| 吃水                       | 3.15m                                          |
| 機関                       | ディーゼル1基1軸 水上：300馬力 水中：1,800馬力 |
| 速力                       | 水上：13kt 水中：21.3kt                        |
| 航続距離                   | 水上：12.5ktで2,200海里 水中：7ktで33海里      |
| 燃料                       | 16トン                                         |
| 乗員                       | 11名                                           |
| 兵装                       | 45cm魚雷発射管 艦首3門 魚雷3本                 |
| 備考                       | 安全潜航深度：80m                              |

仮称第七十一号艦（だいななじゅういちごうかん）は、日本海軍の潜水艦。後の水中高速潜の基となった水中高速実験潜水艦。艦籍に編入されなかったため最後まで仮称艦名のままであった。

## 概要
元々は離島防御用潜水艦として試作されたが、水中速力は25ノットという高速を予定していた。この時代の一般的な潜水艦の水中速力は10ノット以下である。
設計は、1934年（昭和9年）に建造され水中速力24ノットを発揮した1軸電気推進のA標的（甲標的の試作潜水艇）や甲標的の開発経験を基にして行われた。そのため艦首に浮力タンクがあり、水上では水平を保てず安定性や航洋性が不足していたとされる。
1937年（昭和12年）より呉海軍工廠小雷工場で建造され、1938年(昭和13年)8月29日に進水、各種実験に供された。
主機には航空機用のダイムラー・ベンツ社製ディーゼルエンジンを輸入して搭載する予定でいたが輸入不能となり、出力の劣る国産主機で代用された。予定よりも主機出力が低下したことや、減速機等に問題があり機関の信頼性は低く、公試では水上速力13ノット（計画18ノット）、水中速力21.3ノット（計画25ノット）に低下した。
しかしながら、それでもなお第71号艦の水中速力は従来の諸外国の潜水艦（それまで最速の水中速力14ノットを誇ったイギリスR級潜水艦など）よりも圧倒的に高速であった。
その後も各種実験は継続されたが、実用には技術的問題もあり、艦籍に編入されず、1941年（昭和16年）夏に解体された。第71号艦の資料は少なく、また甲標的が軍機であったため、この艦も同様に軍機とされたと思われる。
第71号艦には多くの技術的問題があったものの、当時未知の分野であった水中高速航走のために多くの新技術が採用され、日本は他国に先んじて潜水艦の水中高速航走に関する貴重な開発経験を得ることとなった。この艦の設計は後に伊二百一型潜水艦や波二百一型潜水艦の設計に生かされ、水中で高速を発揮できる潜水艦の雛型となる。

## 特徴
A標的や甲標的で培われた開発経験が生かされ、水中高速性能を追求するために、船体や艦橋などに潜航時の水中抵抗を廃した流線化設計がなされた。船体は単殻構造で艦首に浮力タンクが設けられ、3門の魚雷発射菅のうち1門は艦首中心線の下部、2門は艦首浮力タンク上部に艦外装備された。3門とも艦内から魚雷の再装填は出来ず、帰港した基地で装填される。当然予備魚雷は搭載していない。
大容量蓄電池としてA標的用に開発されていた特B型蓄電池672個を搭載、1800馬力の電動機と80馬力の低速航行用の補助電動機が搭載された。主機はダイムラー・ベンツ航空機用V型ディーゼル600馬力×2基の計1200馬力の予定であったが、国産の300馬力ディーゼル1基に変更された。
操縦系統には魚雷深度器と揺鐘式横舵機による自動操縦操舵を採用、予備として人力操舵輪も装備されていた。艦尾には潜舵を装備しない十字形の操舵制御装置を採用していた。
推進方式には水中高速性能を追求するために当時の魚雷と同じく1軸による2重反転プロペラ推進が採用されていた。